# Нови српски историјски атлас
Нови српски историјски атлас јесте књига на српском језику која кроз карте приказује историју на тлу данашање Србије, историју српског народа и српских држава.
Објавио га је Институт за савремену историју.